# Падога (река)
Па́дога (нар. южносельк. Падога — река красных карасей) — река в России, протекает по Парабельскому району Томской области. Устье реки находится в 115 км по правому берегу реки Парабель. Длина реки составляет 16 км.

## Данные водного реестра
По данным государственного водного реестра России относится к Верхнеобскому бассейновому округу, водохозяйственный участок реки — Обь от впадения реки Кеть до впадения реки Васюган, речной подбассейн реки — Кеть. Речной бассейн реки — (Верхняя) Обь до впадения Иртыша.
Код объекта в государственном водном реестре — 13010700112115200029505.